# درگیری کشمیر

جامو و کشمیر

درگیری کشمیر یک مناقشه بر سر اقلیم کشمیر است که حتی پیش از استقلال هند و پاکستان از امپراتوری بریتانیا در اوت ۱۹۴۷ هم محل مناقشه شدید بود. چین نیز در این اختلاف درگیری کوچکی داشته است. تاکنون بر سر این موضوع چندین جنگ بین هند و پاکستان رخ داده است. این جنگ‌ها شامل جنگ نخست هند و پاکستان (۱۹۴۷)، جنگ دوم هند و پاکستان (۱۹۶۵)، جنگ سوم هند و پاکستان (۱۹۷۱)، جنگ کارگل (۱۹۹۹)، درگیری سیاچن (۱۹۸۴-۲۰۰۳)، بن‌بست هند و پاکستان (۲۰۰۸) و درگیری هند و پاکستان (۲۰۲۵) هستند. قضیه کشمیر دارای ابعاد پیچیدگی و زوایای متعددی است. مهم‌ترین ابعاد مشکل کشمیر را می‌توان حداقل در سه عامل یا سه بعد مهم بررسی کرد. نخست عامل جغرافیایی و ژئواستراتژیکی است. دومین عامل بعد حقوقی مسئله کشمیر است و سومین عامل، بعد دینی و قومی کشمیر است. از نظر جغرافیایی، کشمیر در درجه نخست محل تلاقی منافع سه کشور چین، هند و پاکستان است. ولی سایر بازیگران منطقه‌ای و بین‌المللی نیز بر حسب زمان و دوره‌ای در آن تأثیر گذار هستند. هند ادعای مالکیت کل ایالت جامو و کشمیر را دارد و تا سال ۲۰۱۰، ۴۳ درصد آن منطقه را اداره می‌کرده است. هند مناطق جامو، لداخ، دره کشمیر و یخچال سیاچن را در کنترل خود دارد. پاکستان با این ادعای هند مخالف است. پاکستان کنترل ۳۷ درصد کشمیر شامل بلتستان و کشمیر آزاد را در اختیار دارد. در حال حاضر چین منطقه دمچک، منطقه ماورای قراقروم و اقصی چین را به اشغال خود درآورده است. از زمانی که چین این مناطق را در جنگ هند و چین گرفت، هند بر سر ادعای چین نسبت به این مناطق مخالفت می‌کند.

## استقلال از امپراتوری بریتانیا
بر پایه طرح تقسیم کشمیر در قانون استقلال هند مصوب مجلس بریتانیا که این مستعمره را به دو کشور هند و پاکستان تقسیم می‌کرد، به کشمیر اختیار داده شد که خود در مورد پیوستن به یکی از این دو کشور تصمیم بگیرند.
بیشتر جمعیت کشمیر را مسلمانان تشکیل می‌دهند. اما مهاراجه هاری سینگ حاکم آن منطقه، هندو مذهب بود. هاری سینگ در آغاز می‌خواست کشمیر، کشوری مستقل شود. اما در اکتبر ۱۹۴۷ در ازای دریافت کمک از هند برای مقابله با تجاوز قبایل پاکستانی تصمیم گرفت این سرزمین را به هند ملحق کند. در نتیجه جنگ نخست هند و پاکستان در گرفت و هند از سازمان ملل متحد درخواست کرد برای خاتمه آن مداخله کند. سازمان ملل پیشنهاد کرد که برای تعیین پیوستن کشمیر به هند یا پاکستان، یک همه‌پرسی در این منطقه برگزار شود. با این حال، دو کشور هند و پاکستان نتوانستند پیش از برگزاری همه‌پرسی با طرحی برای غیرنظامی کردن منطقه موافقت کنند. در ژوئیه ۱۹۴۹ هند و پاکستان توافقنامه‌ای را برای ایجاد خط آتش‌بس براساس توصیه سازمان ملل امضا کردند و کشمیر بین آنها تقسیم شد.

## ده‌های بعد
در سال‌های بعد چندین درگیری کوتاه بین هند و پاکستان روی داد. از سال ۱۹۸۹ کشمیر درگیر یک شورش مسلحانه جدایی‌طلب شده است. همچنین گروه‌های ستیزه‌جوی پاکستانی بارها به شهروندان هندی در هند حمله کرده یا اقدام به بمبگذاری کرده‌اند. در سال  ۲۰۱۹ و در میانه سرکوب شدید امنیتی در کشمیر تحت مدیریت هند، دولت هند خودمختاری کشمیر را لغو کرد و این سرزمین را تحت اداره مستقیم دولت قرار داد.

## دیدگاه مردم بومی
بسیاری از مردم کشمیر نمی‌خواهند این سرزمین تحت اداره هند باشد. آنها می‌خواهند کشمیر، کشوری مستقل باشد یا اتحاد با پاکستان را ترجیح می‌دهند. زیرا بیش از ۶۰ درصد از مردم جامو و کشمیر مسلمان هستند.

## گفتگوهای صلح
با وجود چندین دور گفتگو بین مقامات هند و پاکستان هیچ پیشرفتی برای صلح بدست نیامده است.